# Liliomfa
A liliomfa vagy magnólia (Magnolia) a liliomfafélék (Magnoliaceae) családjának névadó nemzetsége. A liliomfák az egyik legkorábban megjelent zárvatermőcsoport mai képviselői.

## Evolúció
A legősibb, magnóliákhoz hasonló fosszíliákat Kansasban találták, és Archaeanthusnak („ősi virág”) nevezték el. 17–20 millió éves Magnolia latahensis fosszíliákból sikerült 17 DNS-szekvenciát azonosítani. Ezek közül 13 azonos volt a ma élő magnóliák DNS-ével, és csak 4 különbözött azoktól, amit rokonságuk bizonyítékaként értelmeznek. Maradványaik (többnyire teljes levelek, virágok és termések lenyomatai) előkerültek Európából, Észak-Amerikából és Nyugat-Ázsiából is, de ennél jóval kisebb területen maradtak fenn napjainkig. Visszaszorulásuk oka valószínűleg a klíma változása (az eljegesedés) lehetett.
A modern rendszertanok a liliomfafélék (Magnoliaceae) tagjaként a Magnoliidae kládba, a liliomfa-virágúak (Magnoliales) rendjébe, tehát nem a valódi kétszikűek (Eudicotyledon) közé sorolják őket, mert fejlődési vonaluk még az egyszikűek kiválása előtt elkülönült a többi kétszikűétől (alapi helyzetűek).
Magyarországon a kora miocénban keletkezett ipolytarnóci lábnyomos homokkőből kerültek elő a 19,6 (plusz-mínusz 1,4) millió éves Magnolia mirabilis maradványai.

## Elterjedésük, élőhelyük
A nemzetségbe a különböző rendszerezések 120–210 fajt sorolnak, és ezek két, egymástól jól elkülönülő géncentrumban élnek:
- a fajok mintegy háromnegyede Kelet-Ázsiában (Kelet-Himalája, Kína, Japán, Mandzsúria, Indonézia),
- egynegyedük pedig Észak-Amerikában (Kanada délkeleti részétől az Amerikai Egyesült Államok keleti  partvidékén és Közép-Amerikán át Dél-Amerika északi peremvidékéig). Észak-amerikai fajaik a floridai babérlombú erdők meghatározó növényei közé tartoznak.

A fajok több mint fele trópusi – ezek többnyire a hegyekben élnek az üde talajú erdőkben, savas kémhatású, tápanyagban gazdag talajon. Több (részben emberi közreműködéssel) Európába is átterjedt; hazánkban az üde talajú erdők alsóbb koronaszintjében élnek vadon, de csak szórványosan fordulnak elő.

## Tulajdonságaik
Mivel kialakulásukkor a méhek még nem jelentek meg, a valódi liliomfákat bogarak porozzák be – termőleveleik (carpel) ezért durvák, nehogy a táplálkozó bogarak megsértsék őket.
Örökzöld és lombhullató fajok is tartoznak közéjük. Metszésük csak és kizárólag késő ősszel a téliesítés előtt lehetséges a gombásodás, atkásodás elkerülése végett. Törzsük nem sokkal a föld felett elágazik, és legalábbis eleinte bokrosan nő. Fordított tojás alakú, de a végén kihegyesedő leveleik hetekkel a virág után hajtanak ki; száraz időben a szélük megbarnul és összepöndörödik. Színpompás, nagy, a liliomokéhoz, illetve a tulipánokéhoz hasonló alakú virágaik miatt számos fajukat termesztik.
Egyértelműen a humuszban gazdag, lehetőleg savanyú talajokat kedvelik. Meszes földben levelei többnyire megsárgulnak, csak igen gyengén fejlődnek és idővel elpusztulnak.
Kertészeti szempontból a nemzetséget két csoportra oszthatjuk:
- Azok a fajok, amelyek a lombozat kifejlődése után hozzák virágaikat, különösen kényes, igényes növények, és ezért hazánkban gyakorlatilag nem termesztik őket. Leveleik akár a 20–30 cm-t is elérhetik. Többségük fatermetű.
- Azok a fajok, amelyek a lombfakadás előtt adnak feltűnő virágdíszt, szintén igényesek ugyan, de jobban elviselik Magyarország éghajlatát. A talajra és a nedvességre érzékenyek ugyan, de a szennyezett, városi levegőt jól viselik.

A liliomfákat rendszeresen összetévesztik közeli rokonukkal, az ugyancsak a liliomfafélék családjába tartozó, de Észak-Amerikából származó tulipánfával (Liriodendron tulipifera).
A liliomfák kertjeink, parkjaink legfeltűnőbb és egyik legnagyobb virágú fái, cserjéi. Leveleikkel és nagy rücskös uborkához hasonlító, többnyire pirosra vagy rózsaszínűre színesedő terméseikkel is díszítenek. Egyesével, szabad állásba ültessük.

## Történetük
Az első magnóliákat tudomásunk szerint i.sz. 650-ben Kínában buddhista szerzetesek már termesztették. A Magnolia denudata fehér virága a templomkertekben a tisztaság szimbóluma volt.
A 17. század második felében az angol misszionáriusok feladatul kapták, hogy kutassanak fel, küldjenek haza minden új növényfajt: ennek eredményeként ismerték meg a magnóliát az európaiak is. Az első Magnolia virginiana töveket John Bannister 1688-ban, a virginiai Charles Court megyéből küldte Londonba. Ezt a fajt az 1720-as évek végén követte az örökzöld liliomfa (Magnolia grandiflora), majd nem sokkal később az első ázsiai fajok. Utóbbiakat eleinte Kínában gyűjtötték: Európában az első, mérsékelt övi ázsiai faj a hófehér magnólia (jüláni magnólia, Magnolia denudata) volt, amit Joseph Banks hozott be  1789-ben. 1790-ben követte ezt az ugyancsak Kínából hozott piros magnólia (Magnolia liliiflora). E két ázsiai faj hibridje, a nagyvirágú magnólia (Magnolia x soulangeana) az 1820-as években jelent meg Franciaországban.
A japán növények csak 1852 után, amerikai közvetítéssel kerültek be a nemzetközi kereskedelembe. Az első két faj a Magnolia campbellii és Magnolia stellata volt.
Magyarországra a 18. század végén érkeztek be az első példányok – valószínűleg Eszterházy Miklós herceg hozatta őket kismartoni parkjába, amit 1754-ben kezdtek el építeni – az első feljegyzések 1830-ban említik őket. Az 1800-as években a Kámoni Arborétumban is sok magnóliát ültetett Saághy István.

## Termesztésük
Mivel a mienknél melegebb éghajlatról származnak, megfelelő termőtalajról és kiegészítő öntözésükről is gondoskodnunk kell. Ne ültessük őket fagyzugos, szeles helyekre! Magvetéssel vagy nyári zölddugványozással szaporíthatók. A dugványozáshoz a fiatal, erőteljes hajtáscsúcsot gyökereztető hormonba kell mártani és ezután dugványágyban teleltetni, hogy gyökeret eresszen. A következő évben már ki is ültethetjük. A magnóliák gyökérzete húsos, ezért nehezen tűrik az átültetést. A földre lelógó ágaik időnként meggyökeresednek, így bujtással könnyen, házilag is szaporíthatjuk őket.
Az alapfajokat magvetéssel szaporítják. Az ősszel érő húsos magot a magburokból óvatosan lefejtve el kell rétegezni és tavasszal a szabadba vagy hidegházba elvetni. A M. liliflora Kínai liliomfa alsó ágai gyakran meggyökeresednek, ezért házilag tőosztással is szaporítható, üzemben pedig nyári zölddugványai elég jól gyökeresednek. A M. soulangeana Nagyvirágú liliomfa fajtáit régebben oltották a M. kobus Japán liliomfa cserépben előnevelt, üvegházban meghajtatott magoncaira. A legkorszerűbb azonban a zölddugványozás. Itt alapvető, hogy a dugványt fiatal, jó növekedésben lévő növények erőteljes, és a leállás stádiumában lévő hajtáscsúcsaiból készítsük. A Magnolia nemzetség tagjai húsos gyökérzetük miatt az átültetést rosszul tűrik, ezért földlabdásan vagy konténerben forgalmazzák őket.